# Blackout (Marvel Comics)
(Le ultime parole di Blackout rivolto al Ghost Rider nel film Ghost Rider - Spirito di vendetta)
Blackout è il nome di due personaggi dei fumetti pubblicati dalla Marvel Comics.
- Il primo, il cui nome è Marcus Daniels, creato da Marv Wolfman (testi) e Carmine Infantino (disegni), è apparso per la prima volta in Nova (Vol. 1[1]) n. 19 (maggio 1978).
- Il secondo, il cui nome è ignoto, creato da Howard Mackie (testi) e Javier Saltares (disegni) è apparso per la prima volta in Ghost Rider (Vol. 3[1]) n. 2 (giugno 1990).

## Biografia dei personaggi

### Marcus Daniels
Marcus "Mark" Daniels, nativo di Flushing, New York, era l'assistente di ricerca del dottor Abner Croit nei suoi studi sulle dimensioni parallele. Maltrattato dal suo superiore a causa del basso titolo di studio, nel momento in cui un incidente di laboratorio lo rese un tutt'uno con la "Forza Oscura", e pertanto in grado di aprire portali verso dimensioni parallele, Marcus, ribattezzatosi Blackout, fugge dal laboratorio poiché accecato dal potere sebbene conscio del fatto che possa avvelenarlo. Con il tempo la sua salute mentale degenera e, accusando di tutto Croit torna al laboratorio per vendicarsi di lui ma viene ostacolato e sconfitto dal giovane Nova.
Imprigionato al Progetto Pegasus, Blackout viene in seguito manipolato da Moonstone, per fuggire assieme a lui sulla Luna dove, malauguratamente, i due hanno uno scontro con Dazzler e gli Inumani.
In seguito viene reclutato nei Signori del male del Barone Zemo e nuovamente manipolato da Moonstone fino al punto da cadere in uno stato catatonico. Grazie a un dispositivo per il controllo mentale però, il Barone Zemo riesce a strumentalizzare Blackout ed usare i suoi poteri per mandare l'intero quartier generale dei Vendicatori nella dimensione della "Forza Oscura", da cui riescono a fuggire solo grazie al Dottor Druido che fa rinsavire Blackout. Il conseguente tentativo del criminale di resistere al controllo mentale di Zemo lo porta però alla morte per emorragia cerebrale.
Anni dopo, Zemo disseppellisce il corpo del superumano e se ne serve come marionetta per attaccare i Thunderbolts, riuscendo a uccidere Genis-Vell. Ormai ridotto a un guscio vuoto, Blackout viene successivamente impiegato da Hood nell'assedio di Asgard e da Lightmaster contro i Superiori Sei.

### Nome ignoto
Il secondo individuo noto come Blackout, il cui vero nome non è noto, è un lilin; ossia un mezzodemone figlio di un'umana e di un demone della stirpe della malvagia Lilith. Caratterizzato dai tratti nativo americani, dal vistoso albinismo e dagli atteggiamenti vampireschi, che lo hanno portato a farsi rivestire di ferro zanne e artigli, è dotato fin dalla nascita della capacità di sopprimere qualsiasi forma di luce presente fin anche a decine di metri da sé, nonché di attributi fisici superumani. Sfruttando queste abilità si fa strada nel mondo criminale diventando uno scagnozzo del signore del crimine Deathwatch, il quale una notte gli ordina di rubare due taniche di bio-tossine da una gang rivale. Nel momento in cui la missione viene sventata da Ghost Rider Blackout tenta di morderlo sul collo rimanendo sfigurato da una raffica di fuoco infernale, momento a seguito del quale diviene acerrimo nemico di Ghost Rider e, scoperta la sua vera identità, uccide per vendetta diverse persone a lui care quali: sua sorella Barbara, il giornalaio Theodore Larsen e padre Michael McDonald. Blackout affronta Ketch in un altro paio di occasioni prima di venire arrestato ed ulteriormente sfigurato da Johnny Blaze. Poco tempo dopo tuttavia, evade e coglie di sorpresa Ketch riuscendo e tagliargli la gola mentre è in forma umana per poi seminare il panico a Central Park finché Danny Ketch, sopravvissuto per miracolo, lo ferma seppellendolo vivo.
Liberatosi dalla prigionia, Blackout viene contattato dall'antenata, Lilith, che gli ordina di aiutarla a guidare un'armata di lilin contro Johnny Blaze, Ghost Rider, Morbius, i Nightstalkers e i Darkhold Redeemers. Nel corso della battaglia, svoltasi in Groenlandia, i lilin vengono sterminati e Blackout viene impalato da Blade ma, in seguito, rinasce per mano di Lilith. Ironicamente il suo volto, risanato dopo la rinascita, viene nuovamente sfigurato da uno scontro con Ghost Rider dunque manipola Vendetta per attaccare Ghost Rider, il Dottor Strange e i Figli della Mezzanotte, venendo nuovamente sconfitto. Tempo dopo, Blackout, col viso nuovamente sanato, inizia a lavorare come sicario e sviluppa una ossessione morbosa per la giovane reporter Linda Wei che, come lui, ha intuito da sola l'identità di Ghost Rider; lo stalking di Blackout porta la giovane donna a suicidarsi in diretta cosa che spinge Ghost Rider a incatenare l'acerrimo nemico al World Trade Center dandogli fuoco e, apparentemente, uccidendolo sebbene, in realtà, riesca a sopravvivere venendo poi arrestato.
Sia durante la guerra civile dei superumani che l'invasione segreta degli Skrull e l'assedio di Asgard, Blackout collabora con Hood; dopodiché mette insieme una task force per annientare entrambi i Ghost Rider, senza però riuscire nello scopo. Nel corso del periodo della paura, Blackout si allea con Sin ma viene sconfitto dalla nuova Ghost Rider femminile.
Nel tentativo di ricostruire la sua reputazione, Blackout rapisce Zia May provocando le ire di Superior Spider-Man che, dopo averlo affrontato e sconfitto, lo tortura e lo espone alla luce solare dandogli fuoco.

## Poteri e abilità
Il primo Blackout, oltre a possedere un master in fisica, attinge il suo potere dalla Forza Oscura (Darkforce) una sorgente di energia illimitata con cui è costantemente in collegamento e da cui può attingere a piacimento per usufruirne sia sotto forma di onde di energia che solidificandola in figure geometriche elementari quali: dischi, cubi, sfere, cilindri e piani. Inoltre è il grado di aprire portali verso la dimensione da cui proviene la Forza Oscura e servirsene per teletrasportarsi da un posto all'altro. Ciò che crea con i suoi poteri rimane solido finché egli resta cosciente, tuttavia il suo più grande punto debole è proprio l'instabilità mentale, che lo porta frequentemente a farsi controllare da altri o dalla stessa Forza Oscura.
Il secondo Blackout, grazie alle sue discendenze di ibrido umano-demone, possiede una vasta gamma di capacità sovrannaturali innate quali forza, agilità, resistenza, riflessi e percezione sensoriale maggiormente sviluppati che, combinati alla sua grande competenza di acrobata e combattente corpo a corpo lo rendono un avversario insidioso anche per Ghost Rider o Blade. Sua peculiarità è inoltre l'abilità di estinguere psionicamente qualunque fonte di energia (artificiale e naturale) ricoprendo se stesso e tutto ciò che lo circonda nel raggio di decine di metri nel buio più totale. È resistente alla maggior parte delle armi, ha zanne ed artigli d'acciaio (che dopo la rinascita a opera di Lilth divengono vere zanne demoniache) e guarisce a un ritmo accelerato. Le sue sole debolezze sono: la luce solare, il fuoco, l'acqua santa e i paletti di frassino.

## Altri media

### Cinema
- Blackout, interpretato  da Johnny Whitworth[36], è l'antagonista secondario del film Ghost Rider - Spirito di vendetta. In tale versione è un mercenario di nome Ray Carrigan che viene resuscitato dal suo padrone Mefisto/Roarke come demone ottenendo il potere di assorbire la vita da qualunque cosa che tocchi[37].

### Televisione
- Marcus Daniels, interpretato da Patrick Brennan, è un personaggio ricorrente della serie televisiva Agents of S.H.I.E.L.D.[38]. In questa versione le sue origini e i suoi poteri sono invariati, tuttavia ad ossessionarlo è la violoncellista Audrey Nathan[3]. Durante un confronto col team di Coulson viene bombardato di Raggi Gamma ed esplode, apparentemente morendo[3].

### Videogiochi
- Il primo Blackout compare come boss nel videogioco Iron Man and X-O Manowar in Heavy Metal.
- il secondo Blackout appare nel videogioco Ghost Rider, ed è uno dei tanti nemici da affrontare.